# Provinciale weg 383
De provinciale weg 383 (N383) is een provinciale weg in de provincie Friesland. De weg loopt van Marssum naar Sint Annaparochie. In Marssum sluit de weg aan op de A31 richting Harlingen en de N31 richting Leeuwarden en Drachten, in Sint Annaparochie sluit de weg aan op de N393.
Vanaf Marssum tot aan de N398 is de weg uitgevoerd als tweestrooks-autoweg met een maximumsnelheid van 100 km/h. Na de N398 geldt 80 km/h als maximumsnelheid. Van zuid naar noord heet de weg achtereenvolgens Westergoawei, Hemmemaweg en Warmoesstraat. In de volksmond is de weg ook bekend als de "S10".

## Geschiedenis
Oorspronkelijk was het gedeelte van de N383 tussen Leeuwarden en Marssum een rijksweg. Vanaf het Rijkswegenplan 1932 onderdeel van rijksweg 9 (Haarlem - Alkmaar - Afsluitdijk - Leeuwarden). In de volgende rijkswegenplannen tot en met het rijkswegenplan van 1968 zou de weg onderdeel blijven van rijksweg 9.
In het eerste Structuurschema Verkeer en Vervoer uit 1979 was voor het eerst sprake van een autosnelweg tussen Leeuwarden en Harlingen. Bij Marssum zou deze autosnelweg afbuigen om de zuidzijde van Leeuwarden en verder richting Drachten verlopen. Ten behoeve hiervan werd het gedeelte tussen Leeuwarden en Marssum een planvervangende weg, vanaf het laatste rijkswegenplan van 1984 genummerd als rijksweg 851.
Bij de invoering van de tweede fase van de invoering van wegnummering ten behoeve van bewegwijzering werd de weg onderdeel van de N355. Dit nummer zou de weg tot 1 januari 1993 behouden, toen de weg in het kader van Wet Herverdeling Wegenbeheer overgedragen aan de provincie Friesland, die het nummer van de weg Marssum - Sint Annaparochie doortrok naar Leeuwarden. In 2014 is, in het kader van het project Haak om Leeuwarden, de N383 tussen de aansluiting Marssum en Leeuwarden komen te vervallen en vervangen door een nieuwe aansluiting op de N31, iets ten zuidoosten van de aansluiting Marssum. De N383 is hiermee circa 2,5 kilometer ingekort.
N34 · N46 · N351 · N353 · N354 · N355 · N356 · N357 · N358 · N359 · N360 · N361 · N362 · N363 · N364 · N365 · N366 · N367 · N368 · N369 · N370 · N371 · N372 · N373 · N374 · N375 · N376 · N377 · N378 · N379 · N380 · N381 · N382 · N383 · N384 · N385 · N386 · N387 · N388 · N390 · N391 · N392 · N393 · N398

N851 · N852 · N853 · N854 · N855 · N856 · N857 · N858 · N860 · N861 · N862 · N863 · N865 · N910 · N913 · N917 · N918 · N919 · N924 · N927 · N928 · N962 · N963 · N964 · N966 · N967 · N969 · N972 · N973 · N974 · N975 · N976 · N977 · N978 · N979 · N980 · N981 · N982 · N983 · N984 · N985 · N986 · N987 · N988 · N989 · N990 · N991 · N992 · N993 · N994 · N995 · N996 · N997 · N998 · N999

Cursief vermelde wegen zijn voormalige provinciale wegen.